# Joseph-Émile Muller
Emile Joseph (Joseph-Émile) Muller (Kehlen, 20 maart 1911 – Berbourg, 31 december 1999) was een Luxemburgs auteur, conservator en kunstcriticus.

## Leven en werk
Joseph-Émile Muller stamt uit een familie van ambachtslieden, hij was een zoon van meester-plafonneur Nicolas Pierre Muller en Marguerite Batert. Hij haalde in 1929 zijn diploma aan het Athénée de Luxembourg en werd ambtenaar bij de ouderdoms- en invaliditeitsverzekering. Hij schreef daarnaast expressionistische poëzie en was secretaris van de vereniging voor volksonderwijs in Luxemburg-Stad. Als kunstkenner was hij autodidact. In 1932 ontdekte hij op een salon van de Cercle Artistique de Luxembourg het werk van de schilder Joseph Kutter en begon hij met het schrijven van kunstkritieken. Tot 1982 schreef hij zijn kritieken voor onder andere het Escher Tageblatt, Les Cahiers luxembourgeois en d'Lëtzebuerger Land. Hij publiceerde daarnaast meerdere werken over Kutter, monografieën over Joseph Probst, Michel Stoffel en Lucien Wercollier. Na de Tweede Wereldoorlog werd hij door minister Pierre Frieden benoemd tot hoofd van de nieuw opgerichte Service d'éducation esthétique van het Nationaal Museum. Hij organiseerde tentoonstellingen en lezingen met reproducties en dia's gekopieerd uit kunstboeken, die waren gericht op volkseducatie. In de jaren 50 werd hij directeur van de afdeling beeldende kunst van het Nationaal Museum en belast met het opbouwen van een collectie moderne kunst. Tot 1976 stelde Muller tentoonstellingen samen, gaf rondleidingen en lezingen over moderne kunst.
Muller werd in 1949 lid van de Association internationale des critiques d'art (AICA), de internationale vereniging van kunstcritici en in 1967 van het Institut grand-ducal, Section des arts et des lettres. Hij doceerde kunstgeschiedenis aan het Centre universitaire in Luxemburg (1974-1976) en de Universiteit van Salzburg (1977-1986). Hij richtte in 1977 de Association des Amis du Musée National d'Histoire et d'Art opnieuw op, waarmee de tijdens de oorlog verboden Société des Amis des Musées nieuw leven werd ingeblazen. Tot 1991 was hij voorzitter van de vereniging. Hij richtte daarnaast Aica Luxembourg op, de Luxemburgse afdeling van de AICA. In 1988 ontving Muller de Paul Henkes-medaille, voor zijn inzet voor de Luxemburgse cultuur.
Joseph Muller bracht de laatste jaren van zijn leven door in een hospice in Berbourg. Hij dicteerde zijn memoires aan zijn secretaris, die onder de titel Zuerst im Schatten, dann im Licht werden gepubliceerd. Hij overleed op 88-jarige leeftijd.

## Enkele publicaties
- 1946Kutter. Luxemburg: UNIL.
- 1971 Michel Stoffel. Luxemburg: Institut grand-ducal, section des arts et des lettres. Met Joseph Funck.
- 1983 Lucien Wercollier. Luxemburg: Institut grand-ducal, section des arts et des lettres.
- 1999 Zuerst im Schatten, dann im Licht. Luxemburg: Éditions des Cahiers luxembourgeois.